# Laar (Grafschaft Bentheim)
Laar (Nedersaksisch: Laor) is een gemeente in het landkreis Grafschaft Bentheim van de deelstaat Nedersaksen in Duitsland. Laar telt 2.126 inwoners.

## Geografie
Laar ligt ten noordwesten van Nordhorn aan de grens met Nederland. De Overijsselse Vecht (Vechte) stroomt door de gemeente. De gemeente maakt deel uit van de samtgemeinde Emlichheim, waarvan de bestuurszetel gevestigd is in de gemeente Emlichheim.

## Politiek
De gemeenteraad bestaat uit 12 zetels, waarvan 11 toebehoren aan de CDU en 1 zetel aan een plaatselijke lijst. De burgemeesterstaak is een onbezoldigde functie. De gemeente kent een gekozen burgemeester.
- Gemeinsame Normdatei: 1043127437
- Virtual International Authority File: 305321680

Bad Bentheim · 
Emlichheim · 
Engden · 
Esche · 
Georgsdorf · 
Getelo · 
Gölenkamp · 
Halle · 
Hoogstede · 
Isterberg · 
Itterbeck · 
Laar · 
Lage · 
Neuenhaus · 
Nordhorn · 
Ohne · 
Osterwald · 
Quendorf · 
Ringe · 
Samern · 
Schüttorf · 
Uelsen · 
Wielen · 
Wietmarschen · 
Wilsum